# Vulcan (Hunedoara)
Vulcan (in passato Jiu-Vaidei-Vulcan, in tedesco Wolkersdorf, in ungherese Volkány) è un municipio della Romania di 29 108 abitanti, ubicato nel distretto di Hunedoara, nella regione storica della Transilvania.
Fanno parte dell'area amministrativa anche le località di Dealu Babii e Jiu-Paroşeni.
La città prende il nome dal passo Vulcan, che collega la valle del fiume Jiu con l'Oltenia; il nome del passo deriva a sua volta dal termine slavo vlk, che significa lupo.
L'economia della città è da sempre strettamente legata agli importanti giacimenti di carbone ubicati nell'area. Lo sfruttamento dei giacimenti venne avviato nel 1850 dai fratelli Hoffman di Brașov, ma una storia tramandata localmente attribuisce la scoperta della loro presenza alle truppe del generale austriaco Landau che nel 1788 erano accampate nella zona per combattere gli ottomani. 
Secondo questa fonte, i soldati non riuscivano a spegnere i fuochi del campo in quanto il carbone appena sotto la superficie del terreno continuava ad alimentarli; il generale avrebbe sfruttato questo fatto per far accendere numerosi altri fuochi attorno al campo, in modo da far credere ai nemici che le sue truppe fossero molto più numerose di quello che in effetti erano; lo stratagemma avrebbe avuto successo e gli ottomani si sarebbero ritirati credendo di avere di fronte un esercito molto più numeroso del loro.